# Albert Höfer (Pfarrer)

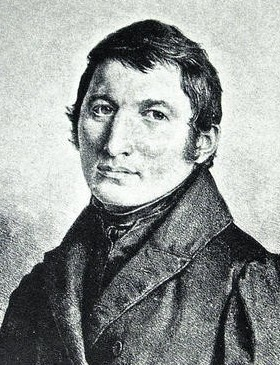
Albert Höfer

Albert Höfer (* 3. April 1802 in Thannhausen (Schwaben); † 26. Juli 1857 in Günzburg) war ein deutscher katholischer Pfarrer und Komponist von Kirchenliedern.

## Leben
Alberts Vater Anton Höfer war seit 1793 Lehrer und Kirchenmusiker in Thannhausen. Er und seine Frau Maria Elisabeth geb. Wagner hatten insgesamt elf Kinder, von denen acht im Kindesalter starben. Albert wurde nach dem Elementarunterricht beim Vater Lateinschüler bei Christoph von Schmid, der 1776 als Schuldirektor nach Thannhausen gekommen war. Vom Vater erhielt er auch den ersten Musikunterricht und erwies sich früh als hochbegabt. Er lernte Klavier- und Orgelspielen. Schon in dieser Zeit entstanden für das Thannhauser Laudate Melodien zu Texten von Christoph von Schmid.
1819 ging Höfer auf das protestantische St.-Anna-Gymnasium in Augsburg, wo er im Jahr darauf mit dem Prädikat „vorzüglich“ das Abitur ablegte. Anschließend studierte er am akademischen Lyzeum in Dillingen Theologie und empfing 1825 die Priesterweihe. Er wurde Gymnasiallehrer, dann Sekretär des Augsburger Bischofs Ignaz Albert von Riegg.
Als von Riegg ihn 1831, nur 28-jährig, zum Augsburger Stadtpfarrer an der ehemaligen Stiftskirche St. Georg ernannte, erregte das diözesanweites Aufsehen. 1839 erhielt Höfer den Titel Bischöflicher Geistlicher Rat.
1844 wechselte Höfer, wohl auf eigenen Wunsch, als Stadtpfarrer nach St. Martin in Günzburg. Nach Anfangskonflikten um Traditionen, die er entstauben wollte, wurde er bald verehrt und geliebt. Dazu trug, neben seinem freundlichen und zugewandten Wesen, auch sein zukunftsweisendes politisches und karitatives Wirken bei. Für vier Wahlperioden war er Mitglied des Landraths von Schwaben und Neuburg. Vom 17. November 1847 (als Nachfolger von Leonhard Friedrich) bis 1848 war er Mitglied der Kammer der Abgeordneten der Ständeversammlung des Königreichs Bayern. Für die „Irren“, wie es damals hieß, bemühte er sich um Schaffung einer „Anstalt“ auf dem ehemaligen Kasernengelände. 1849 wurde er Dekan.
Höfer starb mit 55 Jahren an Magen- und Leberkrebs. An seinen Exequien beteiligten sich 68 Geistliche und zahllose Gläubige.
Zwei Jahre nach Höfers Tod erschien das Augsburger Diözesangebet- und -gesangbuch Laudate, für das er entscheidende Vorarbeit geleistet hatte und das neun Melodien von ihm enthielt. Es war über hundert Jahre in Gebrauch.

## Lieder im Gotteslob 2013
Das Gotteslob enthält im gemeinsamen Teil Höfers Melodie zu Gellerts Osterlied Jesus lebt, mit ihm auch ich (Nr. 336).
In Diözesanausgaben finden sich außerdem:
- Am Pfingstfest um die dritte Stunde (GL Augsburg 781)
- Wir glauben und bekennen (GL Augsburg 788)
- Wir weihn, wie du geboten (GL Augsburg 722)